# Voltor becfí
El voltor becfí (Gyps tenuirostris) és un ocell rapinyaire de la família dels accipítrids (Accipitridae). Habita sabanes, terres de coreu i ciutats del nord de l'Índia, Myanmar i el Sud-est Asiàtic, d'on ha desaparegut en gran manera. El seu estat de conservació es considera en perill crític d'extinció.